# Acleisson
Acleisson Scaion (nacido el 21 de mayo de 1982) es un futbolista brasileño que se desempeña como centrocampista.
Jugó para clubes como el Botafogo, FC Mika Ereván, Portuguesa de Desportos, Avaí, Bragantino y Thespakusatsu Gunma.

## Trayectoria

### Clubes
| Club                    | País    | Año         |
| ----------------------- | ------- | ----------- |
| Botafogo                | Brasil  | 2001 - 2005 |
| São Carlos              | Brasil  | 2003 - 2004 |
| FC Mika Ereván          | Armenia | 2006        |
| Mirassol                | Brasil  | 2007 - 2008 |
| Portuguesa de Desportos | Brasil  | 2008 - 2010 |
| Avaí                    | Brasil  | 2011 - 2012 |
| Mirassol                | Brasil  | 2012        |
| Bragantino              | Brasil  | 2012        |
| Comercial               | Brasil  | 2013 - 2014 |
| Guaratinguetá           | Brasil  | 2014        |
| Ferroviária             | Brasil  | 2014        |
| Thespakusatsu Gunma     | Japón   | 2015        |
| Brasiliense             | Brasil  | 2016 - 2017 |
| Rio Claro               | Brasil  | 2017        |